# La posada de Jamaica (novela)
La posada Jamaica (Jamaica Inn) es una novela de la escritora inglesa Daphne du Maurier, publicada en 1936. Más tarde se adaptó a una película, Jamaica Inn, dirigida por Alfred Hitchcock. Está ambientada en el condado inglés de Cornualles en 1820, inspirada por la estancia de du Maurier en el Mesón de Jamaica real, el cual todavía existe y es un pub en medio de Bodmin Moor.

## Argumento
Mary Yellan va a vivir con su tía, Patience Merlyn, a la Posada Jamaica. El marido de Patience, Joss Merlyn, es el matón local. Pronto se da cuenta de que algo inusual ocurre en el mesón, el cual no tiene ningún huésped. 
Mary se siente atraída por el hermano más joven de Joss, Jem, un ladronzuelo, pero menos brutal que su hermano. Después de que Mary se da cuenta de que Joss es el dirigente de una banda de saqueadores y asesinos, no sabe si confiar en Jem o no. Mary es amiga de Francis Davey, el vicario albino del pueblo vecino de Altarnun.
Mary y Jem pasan un día juntos en la ciudad de Launceston. Jem vende un caballo que robó y se olvida de Mary, que no tiene ninguna manera de volver a la Posada. Al llegar a este punto, Francis Davey pasa con un carruaje alquilado y se lo presta para que vuelva, pero es asaltado por los saqueadores, que la llevan para que vea cómo provocan el naufragio de un barco y el posterior asesinato de sus marineros.
Unos cuantos días más tarde, Jem ayuda a Mary a escapar. Van a Altarnun para denunciar a Joss, pero la Señora Bassat le dice a Mary que su marido ya tiene la evidencia para arrestar a Joss y ha ido a hacerlo. Cuando llegan, tanto Joss como Patience están muertos, acuchillados.
El vicario llega al mesón y, habiendo recibido una nota de Mary, le ofrece refugio. Al día siguiente, Mary encuentra un dibujo del vicario; está impresionada por ver que se ha dibujado como un lobo, mientras los miembros de su congregación tienen cabezas de oveja. Cuando el vicario se da cuenta de que Mary ha visto el dibujo, le revela que él es el líder de los saqueadores y la toma como su rehén. El vicario le explica que buscó la iluminación en la Iglesia cristiana pero no la encontró, y en cambio lo hizo en las prácticas de los antiguos druidas. Cuando huyen a través del páramo, Bassat y Jem les alcanzan y el vicario muere por un disparo de Jem.
Mary obtiene una oferta para trabajar como criada para Bassat, pero en cambio planea regresar a Helford. Un día, cuando anda por el páramo, encuentra a Jem, dirigiendo una carreta con todas sus posesiones y decide irse con él.

## En los medios de comunicación
- Una adaptación de película de la novela fue producida en 1939, dirigida por Alfred Hitchcock, y protagonizada por Charles Laughton y Maureen O'Hara. La película difiere del libro en algunos aspectos, lo que no gustó a Du Maurier.[2]

- Una serie de ITV (1983). Protagonizada por Jane Seymour, Trevor Eve, Billie Whitelaw y Patrick McGoohan, esta adaptación era más fiel a la historia original.
- Una adaptación teatral por John King en 1993.[3]

- La canción "Jamaica Inn" de Tori Amos en su álbum El Apicultor es una canción llena de referencias a la novela.[4]
- Una canción de la banda Rush de 2012.[5]
- Una serie de la BBC de 2014, protagonizada por Jessica Brown Findlay, Matthew McNulty y Sean Harris.
- La canción "Smuggler Tale", del álbum Albion de la banda de Rock Ten está también basada en la novela.[6]